# Chioninia nicolauensis
Chioninia nicolauensis là một loài thằn lằn trong họ Scincidae. Loài này được Schleich mô tả khoa học đầu tiên năm 1987.